# Willard Myron Allen
Willard Myron Allen (5 de noviembre de 1904 - 15 de agosto de 1993) fue un ginecólogo estadounidense. Nació en 1904 en Farmington, Nueva York, cerca de Rochester, Nueva York. Como estudiante de pregrado en Hobart College (ahora Hobart y William Smith Colleges) en Ginebra, Nueva York, Allen había estudiado química orgánica. Esto sería útil para la investigación de su escuela de medicina que reservaría un lugar especial para él en los anales de la historia médica. Se graduó de Hobart en 1926 y recibió una licenciatura honorífica. Licenciado en 1940 por sus descubrimientos médicos en la Universidad de Rochester.
Allen estudió medicina en la Universidad de Rochester y se apoyó a sí mismo trabajando como asistente en su profesor de anatomía, el laboratorio de embriología de George W. Corner. A Corner y Allen se les atribuye el descubrimiento de progestina, el nombre original de progesterona y no debe confundirse con progestágeno, un progestágeno sintético, en 1930 y el primer aislamiento de progesterona en 1933 (descrito a continuación y en WM Allen "My Life with Progesterone "). Se graduó con honores en 1932. Allen recibió el primer Premio Eli Lilly en Química Biológica en 1935. Después de varios años de enseñanza en Rochester, fue nombrado profesor y presidente del Departamento de Obstetricia y Ginecología en la Escuela de Medicina en la Universidad de Washington.  Contribuyó con artículos originales sobre la histología y la fisiología de los órganos reproductivos femeninos, y le otorgó numerosos premios nacionales e internacionales. Fue el primer graduado de la Escuela de Medicina de Rochester en ser elegido para el consejo de administración de esa universidad.
Cuando Allen se unió a la Universidad de Washington en 1940, era el presidente más joven de un departamento clínico. Se desempeñó como presidente durante treinta años hasta su retiro de la Universidad de Washington para aceptar el puesto de Decano de Admisiones en la Escuela de Medicina de la Universidad de Maryland en Baltimore.